# Sévigny
Sévigny és un municipi francès situat al departament de l'Orne i a la regió de Normandia. L'any 2007 tenia 327 habitants.

## Demografia

### Població
El 2007 la població de fet de Sévigny era de 327 persones. Hi havia 136 famílies de les quals 28 eren unipersonals (8 homes vivint sols i 20 dones vivint soles), 64 parelles sense fills i 44 parelles amb fills.
La població ha evolucionat segons el següent gràfic:
Habitants censats

### Habitatges
El 2007 hi havia 149 habitatges, 134 eren l'habitatge principal de la família, 13 eren segones residències i 2 estaven desocupats. 148 eren cases i 1 era un apartament. Dels 134 habitatges principals, 118 estaven ocupats pels seus propietaris, 12 estaven llogats i ocupats pels llogaters i 4 estaven cedits a títol gratuït; 1 tenia una cambra, 11 en tenien tres, 31 en tenien quatre i 91 en tenien cinc o més. 120 habitatges disposaven pel capbaix d'una plaça de pàrquing. A 43 habitatges hi havia un automòbil i a 85 n'hi havia dos o més.

### Piràmide de població
La piràmide de població per edats i sexe el 2009 era:
| Homes | Edats   | Dones |
| ----- | ------- | ----- |
| 0     | 95 o +  | 0     |
| 0     | 90 a 94 | 0     |
| 4     | 85 a 89 | 8     |
| 0     | 80 a 84 | 0     |
| 0     | 75 a 79 | 0     |
| 4     | 70 a 74 | 0     |
| 12    | 65 a 69 | 0     |
| 8     | 60 a 64 | 16    |
| 8     | 55 a 59 | 8     |
| 16    | 50 a 54 | 8     |
| 28    | 45 a 49 | 12    |
| 12    | 40 a 44 | 24    |
| 8     | 35 a 39 | 24    |
| 16    | 30 a 34 | 8     |
| 0     | 25 a 29 | 8     |
| 4     | 20 a 24 | 4     |
| 16    | 15 a 19 | 12    |
| 20    | 10 a 14 | 16    |
| 16    | 5 a 9   | 24    |
| 4     | 0 a 4   | 4     |

## Economia
El 2007 la població en edat de treballar era de 218 persones, 146 eren actives i 72 eren inactives. De les 146 persones actives 138 estaven ocupades (73 homes i 65 dones) i 8 estaven aturades (5 homes i 3 dones). De les 72 persones inactives 34 estaven jubilades, 23 estaven estudiant i 15 estaven classificades com a «altres inactius».

### Ingressos
El 2009 a Sévigny hi havia 130 unitats fiscals que integraven 328 persones, la mediana anual d'ingressos fiscals per persona era de 19.848 €.

### Activitats econòmiques
Dels 10 establiments que hi havia el 2007, 3 eren d'empreses de construcció, 1 d'una empresa de comerç i reparació d'automòbils, 1 d'una empresa de transport, 1 d'una empresa d'informació i comunicació, 2 d'empreses de serveis i 2 d'empreses classificades com a «altres activitats de serveis».
Dels 3 establiments de servei als particulars que hi havia el 2009, 1 era un guixaire pintor i 2 electricistes.
L'any 2000 a Sévigny hi havia 5 explotacions agrícoles.

## Poblacions més properes
El següent diagrama mostra les poblacions més properes.